# Baikal Rift

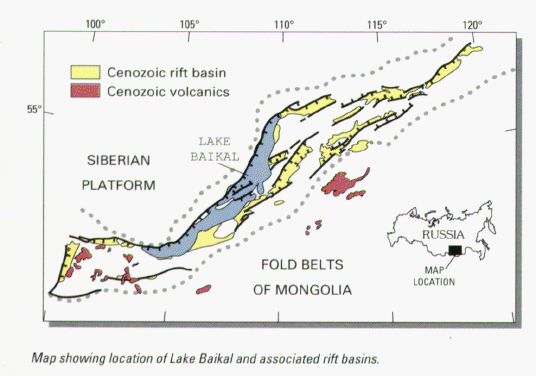
Bailkal Rift

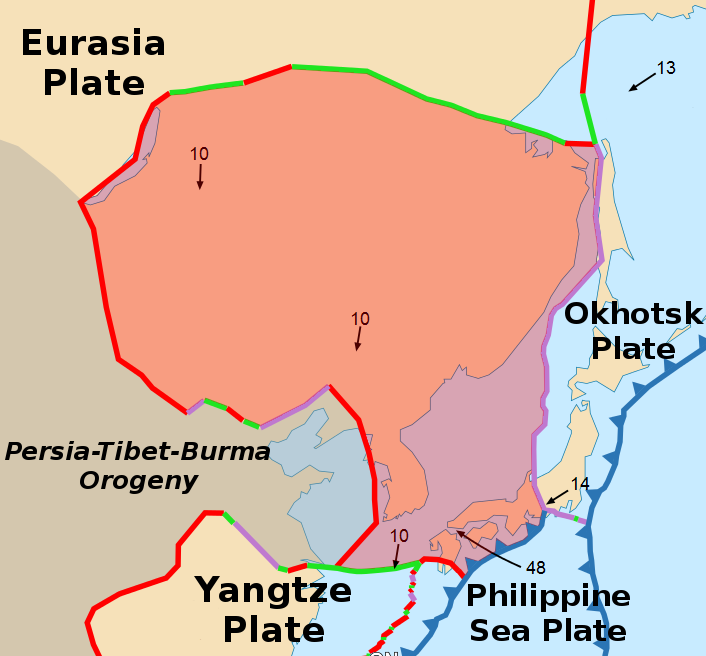
Amoerplaat met helemaal links op de grens met de Euraziatische Plaat het Baikalmeer

De Baikal Rift is een divergente plaatgrens onder het Baikalmeer in het zuiden van Siberië in Rusland. Het is in miljoenen jaren geëvolueerd van een verzwakte zone naar een rift. De riftvallei wordt nog jaarlijks met zo’n twee centimeter verbreed en verdiept.
De zone is ontstaan uit het uit elkaar drijven van de Euraziatische Plaat en de Amoerplaat. Deze divergente beweging wordt veroorzaakt door de botsing met de Indische Plaat ver in het zuiden, die de twee platen als een wig uit elkaar duwt. De Amoerplaat beweegt met een snelheid van vier millimeter per jaar in de richting van Japan.
De scheur is ongeveer 1600 kilometer lang en bijna zes kilometer diep. De scheur is grotendeels gevuld met sedimenten en het Baikalmeer is daarom niet dieper dan 1642 meter.
De aardkorst onder het Baikalmeer is relatief dun, waardoor er thermale bronnen voorkomen, maar geen vulkanen. In geologische termen is er recent vulkanische activiteit opgetreden die mogelijk verbonden zijn aan de Baikal Rift. Deze vulkanische centra zijn het Oedokanplateau, op ongeveer 400 kilometer ten noordoosten van de noordelijke punt van het Baikalmeer, het Okaplateau, zo’n 200 kilometer ten noordwesten van de zuidwestelijke punt van het meer en het Vitimplateau op circa 200 kilometer ten oosten van de riftvallei.
- Gemeinsame Normdatei: 4738958-8